# Fabio Barcellandi
Fabio Barcellandi (Brescia, 22 de març de 1968) és un poeta i traductor italià.

## Biografia
Des de 2009 col·labora amb Beppe Costa amb el que organitza a Roma, en la llibreria Pellicanolibri, les trobades Poeti dallo Spazio (Poetes des de l'espai), amb la participació d'autors com Fernando Arrabal, Dacia Maraini i d'altres.
Dirigeix tallers d'escriptura i composició poètica per a la cooperativa Zeroventi amb estudiants d'escoles secundàries i de segon grau, els més recents a la secundària Caccioppoli de Scafati i a l'Institut Margarita de Castelvi de Sàsser.
És membre dels grups: POESIAinCIVILE, Poeti Dal Sottosuolo (Poetes de l'underground) i de la Revolutionary Poets Brigade fundada per Jack Hirschman. Invitat el 2010 i el 2012 en el Festival Internacional de Literatura Ottobre in Poesia, amb intervencions a les escoles, llibreries i conferències organitzades durant el festival.
Amb Luca Artioli i Andrea Garbin és el comissari per la regió de Llombardia, «collana poetica itinerante» de les edicions Thauma.
Ha participat en diverses lectures i recitals de poesia, a Itàlia i Irlanda: de fet, al maig de 2011 va ser publicat a l'antologia italià / anglès POETHREE new italian voices junt amb Luca Artioli i Andrea Garbin. Aquest llibre, que és part d'un projecte en col·laboració amb el poeta irlandès Dave Lordan, autor de les traduccions, va portar els tres poetes italians a una gira per Irlanda.
Des del 2012 és jurat del Premio Centro per la Nuova Poesia d'Autore, que se celebra a Chia (Soriano nel Cimino) llocs de rodatge de Pier Paolo Pasolini.

## Publicacions
- Poethree, new italian voices, Thauma éditions, 2011, ISBN 9788897204282;
- Acqua privata? No grazie!, publié par di Marco Cinque, IlMioLibro edizioni, 2011.

### Poemes
- Parole alate, Cicorivolta, 2007, ISBN 9788895106298;
- Nero, l'inchiostro, Montag éditions, 2008, ISBN 9788895478364;
- Folle, di gente,Montag éditions, 2011, ISBN 9788896793626.

### Traduccions
- Dave Lordan Sopravvivere alla crisi, Thauma éditions, 2012, ISBN 9788897204282;
- Connor Kelly Lost poems, self produced.
- Fabio Barcellandi també va traduir textos de: Kevin Higgins (Irlanda), Diane di Prima, Carl Rakosi i Richard Tillinghast (Estats Units) (un dels textos traduïts de Richard Tillinghast ha estat publicat en la revista Le Voci della lluna Núm. 48); del portuguès poemes de Mario Quintana (Brasil); del castellà poemes de Violeta Camerati i Nicanor Parra (Xile).

## Premis
- 2008-Solaris Award, 2008
- 2009- Teranova Award para la Poesia,[7] 2009